# Turiasu
Turiaso fue una ciudad celtibérica, perteneciente a la etnia de los lusones que acuñó moneda en el siglo II y el siglo I a. C. Su nombre se conservó en época romana en el municipio de Turiaso, ubicado en Tarazona (Zaragoza). Se desconoce la localización exacta del enclave en época celtibérica, aunque pudo estar situada en el actual municipio de Tarazona o en algún poblado del entorno como La Oruña (Vera de Moncayo).

## Hallazgos arqueológicos
Se conocen dos teseras de hospitalidad en las que se menciona el nombre de la ciudad, aunque el enclave es conocido fundamentalmente por su producción monetal, realizada en el siglo II y el siglo I a. C.

### Ceca de Turiazu/Turiasu
La producción del taller incluyó al menos seis series de emisiones en plata y bronce que fueron llevadas a cabo aproximadamente entre el 140 a. C. y el 70 a. C. Entre todas ellas destaca la emisión de denarios con los signos ka-s-tu en el anverso que constituye una de las producciones de mayor envergadura del periodo republicano en Hispania.
La leyenda del reverso, empleó el signario íbero, presentándose invariablemente en todas las emisiones bajo la misma forma, turiazu. Los diseños monetales del taller de turiazu incluyen diseños muy variados. En los anversos el tipo más habitual fue la cabeza masculina. Además se emplearon puntualmente una cabeza galeada en mitades y un retrato de Marte en unos quinarios que fue copiado de una emisión de denarios republicanos del año 103 a. C. Los reversos ofrecen mayor variedad de tipos. La producción del taller comenzó con un jinete con gancho que pronto fue sustituido por la representación de un jinete lancero en denarios y unidades. Los divisores aportaron un repertorio más amplio con diseños como un caballo, un jinete desprovisto de atributos y jinetes acompañados de un segundo caballo portando una corona o una palma.
|                                                                                   |
| "Denario" de la ceca de Turiazu/Turiasu. Anverso. Biblioteca Nacional de Francia. |

|                                                                                            |
| "Denario" de plata de la ceca Turiazu \| Turiasu. Reverso. Biblioteca Nacional de Francia. |

Una de las cuestiones más debatidas en relación con la producción de este taller es aquella relativa a la función que desempeñaron sus emisiones. Sus series de bronce fueron relativamente modestas y parecen relacionarse con un abastecimiento local de numerario destinado a satisfacer las necesidades más inmediatas de la propia ciudad. Sin embargo su producción de plata fue de una envergadura desproporcionada para un ámbito ciudadano por lo que parece que deben guardar algún tipo de relación con cuestiones de mayor calado como el pago de impuestos o la financiación de ejércitos. El mayor problema consiste en dilucidar el grado de intervención romana en este proceso, ya que las emisiones parecen estrechamente relacionadas con su presencia.